# Johannes Pietsch
Johannes Pietsch, dit JJ, né le 29 avril 2001 à Vienne, est un auteur-compositeur-interprète autrichien. Contre-ténor, il remporte pour l'Autriche le Concours Eurovision de la chanson 2025 avec sa chanson Wasted Love.

## Biographie
Johannes Pietsch naît le 29 avril 2001 à Vienne d'un père autrichien, informaticien de profession et d'une mère philippine, cuisinière. Il grandit à Dubaï jusqu'en 2016, lorsque sa famille revient en Autriche.
En 2020, il participe à la neuvième saison de The Voice UK, ayant manqué la date limite d'inscription pour la version allemande du télé-crochet. Lors de son audition à l'aveugle, il interprète The Sound of Music. Il rejoint l'équipe de will.i.am, seul coach à s'être retourné, et se fait éliminer lors de l'épreuve des knockouts.

En 2021, il participe à la cinquième saison du télé-crochet autrichien Starmania, où il fait partie des seize finalistes.
En 2023, il entame des études de chant soliste à l'Université de Musique et d'Art de la ville de Vienne. Il fréquente aussi l'école d'opéra de l'Opéra d'État de Vienne.

### 2025: Eurovision
Le 30 janvier 2025, il est annoncé par l'ORF comme étant le représentant de l'Autriche au Concours Eurovision de la chanson 2025, sous le nom de scène JJ. Sa chanson, sortie le 6 mars 2025, s'intitule Wasted Love ; il l'a coécrite avec Teya, qu'il a rencontrée lors de son passage à Starmania.
Il remporte le Concours Eurovision de la chanson 2025 avec 436 points, devançant Israël et l'Estonie.
Après le concours, Pietsch a exprimé sa « déception » concernant la participation d’Israël à l’Eurovision et a déclaré dans une interview au journal El País : "C'est très décevant de voir Israël participer encore au concours, a déclaré l'artiste dans un article du 21 mai . J'aimerais que l'Eurovision ait lieu à Vienne l'année prochaine, sans Israël. Mais la balle est dans le camp de l'UER (Union européenne de radio-télévision, qui organise le concours, ndlr).",

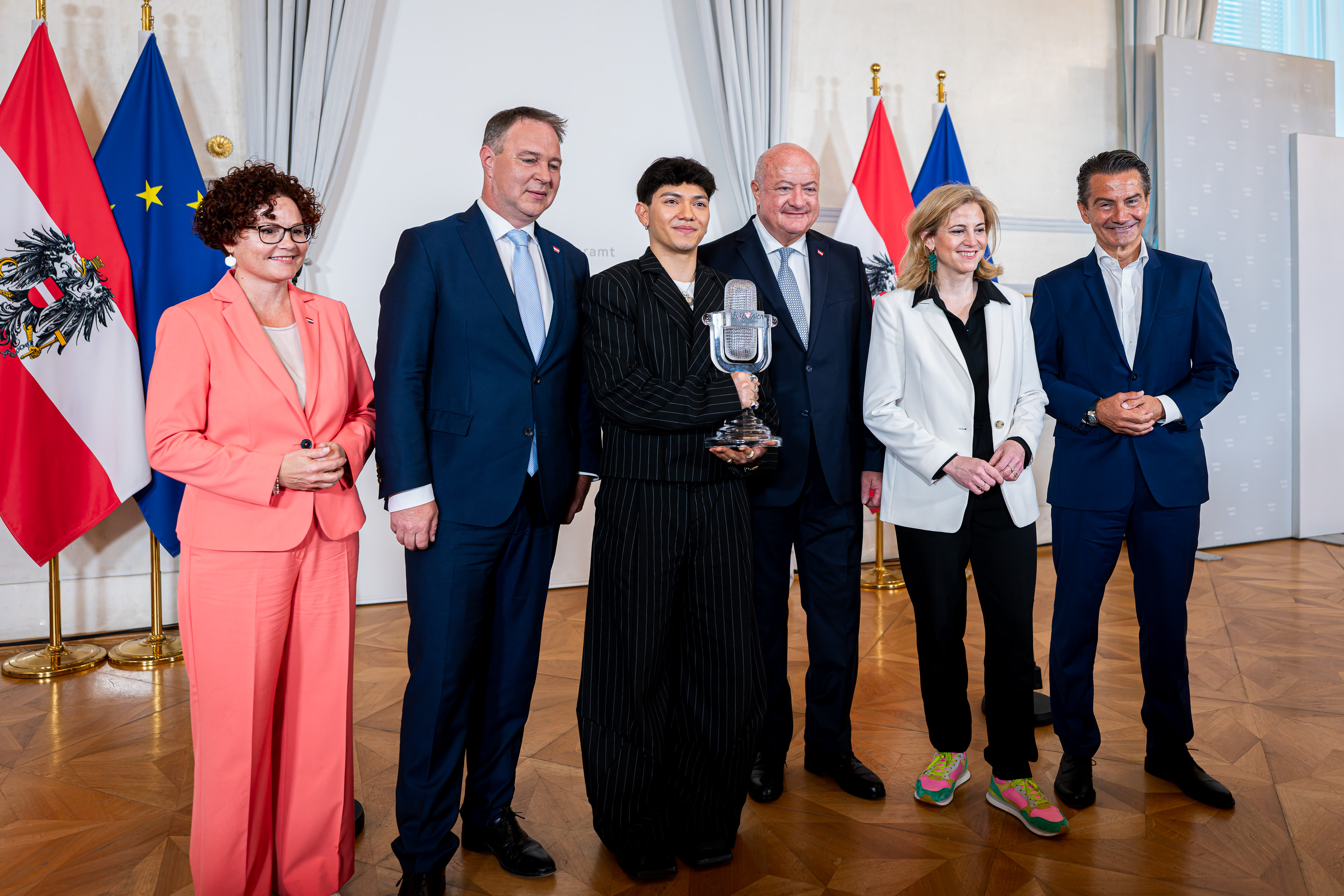
JJ accueilli à la Chancellerie fédérale autrichienne, trophée en main.

## Vie privée
En plus de sa langue maternelle qui est l'allemand, Johannes parle anglais, tagalog et français, il a fait son bac en français. Il se définit comme queer et a un petit ami.

## Discographie

### Single
- 2025 : Wasted Love